# Zebica (Kruševac)
Pour les articles homonymes, voir Zebica.
Zebica (en serbe cyrillique : Зебица) est un village de Serbie situé sur le territoire de la Ville de Kruševac, district de Rasina. Au recensement de 2011, il comptait 175 habitants.

## Démographie
| 1948 | 1953 | 1961 | 1971 | 1981 | 1991 | 2002 | 2011 |
| ---- | ---- | ---- | ---- | ---- | ---- | ---- | ---- |
| 267  | 291  | 278  | 283  | 268  | 248  | 206  | 175  |

|  |